# 坂井真紀
坂井 真紀（さかい まき、1970年5月17日 - ）は、日本の女優。
東京都台東区根岸出身、スターダストプロモーション所属。十文字高等学校、十文字学園女子大学短期大学部卒。

## 来歴・人物
- 1990年、4代目リハウスガールに選出される。
- 1992年ドラマデビュー、その後数々のテレビドラマに出演、歌手としても活躍。1996年からは、映画にも出演している。
- 映画『クレヨンしんちゃん 伝説を呼ぶブリブリ 3分ポッキリ大進撃』にもTVリポーター役として出演。記者会見でしんのすけの着ぐるみを抱いたりしていた。
- 中学の同級生には2代目・林家三平がいる。『笑っていいとも!』の「テレフォンショッキング」で「同級生の坂井真紀を（紹介します）」と友達の輪を繋げたことがあった。彼は坂井に恋心を抱いた時もあったという[2]。
- 親友に女優の鈴木杏樹、その他Every Little Thingの持田香織がおり、そのELTのシングル『ささやかな祈り』のPVに出演している。また最近ではPerfumeのファンでもあり、自身のブログなどに書くことがある。
- 名前の読みが似ているため「酒井美紀」に間違えられることがよくあるという[3]。
- テレビドラマ『エジソンの母』（2008年1月期、TBS系）にて『恋は戦い!』（2003年1月期、テレビ朝日系）以来5年ぶりに地上波連続ドラマ出演を果たす。
- 2009年10月1日に写真家の鈴木心と入籍したことを所属事務所のFAXを通じて発表した[4]。2010年5月1日に湯島天神で挙式。
- ロードレース世界選手権MotoGPのファンで日本グランプリでは観戦に行く。
- 2011年7月、それまで所属していた芸能事務所ジャングルからスターダストプロモーションへ移籍。
- 2011年8月18日、第1子（女児）を出産。
- 2020年7月4日、同年6月末に離婚が成立したことが明らかになった[5]。なお、女児の親権は坂井が持つという[6][7]。

### ココリコミラクルタイプ
2001年から放送のバラエティ番組『ココリコミラクルタイプ』には番組開始からレギュラーとして参加しており、負け犬の女役、笑いに厳しい女役、会社のスタッフ役など、松下由樹と並び同番組の看板女優となった。

## 出演

### テレビドラマ
- 90日間トテナム・パブ（1992年1月9日 - 3月19日 フジテレビ） - マキ 役 ※デビュー作
- 熱い胸さわぎ 第2章 悲しい気持（1992年、TBS）
- 金曜ドラマ ずっとあなたが好きだった（1992年、TBS系） - 浅井なつみ 役
- 二十歳の約束（1992年、フジテレビ） - 来杉絵里 役
- お茶の間（1993年、よみうりテレビ） - プー 役
- ダブル・キッチン（1993年、TBS系） - 花岡るみ 役
- ポケベルが鳴らなくて（1993年、日本テレビ系） - 水谷梢子 役
- 長男の嫁（1994年、TBS系） - 小ノ木珠子 役
- 海が見たいと君が言って（1994年9月24日、フジテレビ） - 朝倉籐子 役
- 私の運命（1994年10月11日 - 1995年3月21日、TBS系） - 佐藤（鈴木）千秋 役
- まだ恋は始まらない（1995年、フジテレビ） - 神崎比奈子 役
- ざけんなョ!!9「二世帯住宅の甘い罠」（1995年、フジテレビ） - 志賀久子 役
- ひと夏のプロポーズ（1996年、TBS系） - 奥田恵 役
- ベストパートナー（1997年、TBS系） - 葉山飛鳥 役
- 世紀末の詩（1998年10月14日 - 12月23日、日本テレビ系） - ミア 役（第9話はナオとの二役）
- てっぺん（1999年、テレビ朝日系） - 王天辺(加賀)まひる 役
- はなまるマーケット殺人事件（2000年、TBS系）
- スタイル!（2000年、テレビ朝日系） - 西条美咲 役
- 女と愛とミステリー 嘱託刑事・小山田昭平「旅路の果て」（2001年、テレビ東京） - 斎藤黎子 役
- ビッグウイング（2001年、TBS系） - 江頭冴子 役
- 壬生義士伝〜新選組でいちばん強かった男〜（2002年、テレビ東京） - おその 役
- 初体験（2002年、フジテレビ系） - 椎名琴美 役
- 恋は戦い!（2003年、テレビ朝日系） - 神谷杏子 役
- ゆうれい、貸します〜お染・恋の七変化〜 第3話（2003年、NHK） - お千代 役
- 恋する日曜日（2003年、BS-i） - 田所志穂 役
- 日向夢子調停委員事件簿（2003年 - 2008年 、フジテレビ系） - 織田麻理 役
- ケータイ刑事 銭形泪（2004年、BS-i）
- 佐藤四姉妹（2005年5月8日 - 29日、BS-i） - 佐藤真紀 役[8][9]
- 去年ルノアールで（2007年7月22日、テレビ東京） - OL 役
- エジソンの母（2008年1月 - 3月 TBS系） - 花房あおい 役
- 連続テレビ小説（NHK）
  - ウェルかめ（2009年9月28日 - 2010年3月27日） - 須堂 啓 役
  - なつぞらSP 秋の大収穫祭 スピンオフドラマ「十勝男児、愛を叫ぶ!」（2019年11月2日、NHK BSプレミアム） - 五十嵐静 役
  - おかえりモネ（2021年7月5日 - ） - 及川美波 役[10]
- 湯けむりスナイパーお正月SP（2010年1月2日、テレビ東京系）
- ドラマ10・八日目の蝉（2010年4月、NHK） - 沢田久美 役
- ヤンキー君とメガネちゃん（2010年6月4日、TBS系） - 堺律子 役
- 屋上のあるアパート[注 1]（2011年3月21日） - 猪熊マキ 役
- ATARU 第2話（2012年4月22日、TBS系） - 早乙女信子 役
- 秋のドラマ特別企画 リセット〜本当のしあわせの見つけ方〜（2012年9月30日、毎日放送・TBS系） - 赤坂晴美 役
- イロドリヒムラ 第7話（2012年11月26日、TBS系） - 森岡桐子 役
- まほろ駅前番外地 第1話（2013年1月11日、テレビ東京系） - 西村悦子 役
- ラストホープ 第5話（2013年2月13日、フジテレビ系） - 山崎千佳 役
- ドラマ10 『いつか陽のあたる場所で』 第6 - 7回 （2013年2月12日 - 2月19日、NHK） - 服部香江子 役
- 月曜ゴールデン枠 猫弁と透明人間（2013年4月22日、TBS系） - 田部井陽子 役
- NHK徳島放送局開局80周年記念ドラマ「狸な家族」[11]（2013年6月26日、NHK BSプレミアム） - 中島初子 役
- プレミアムドラマ 人生、成り行き 天才落語家・立川談志 ここにあり（2013年8月11日・8月18日、NHK BSプレミアム）
- 連続ドラマW かなたの子（2013年12月1日 - 22日、WOWOW） - 豆田日都子 役
- ドラマ10 『サイレント・プア』（2014年4月8日 - 6月3日、NHK） - 石田敬子 役
- ごめんね青春!（2014年10月12日 - 12月21日、TBS） - 淡島舞 役
- ドラマ24 『怪奇恋愛作戦』（2015年1月10日 - 3月28日、テレビ東京） - 揺木秋子 役
- 赤と黒のゲキジョー 『黒い看護婦』（2015年2月13日、フジテレビ） - 村井香澄 役
- 土曜プレミアム枠 『天才探偵ミタライ〜難解事件ファイル『傘を折る女』〜』（2015年3月7日、フジテレビ） - 堅川みさと 役
- スペシャルドラマ 『永遠のぼくら sea side blue』（2015年6月24日、日本テレビ） - 松岡澄子 役
- 恋愛あるある。「社内恋愛あるある」（2015年6月24日、フジテレビ） - 洋子 役
- 土曜ドラマ『破裂』（2015年10月10日 - 11月21日、NHK） - 松野公子 役
- 偽装の夫婦（2015年10月7日 - 12月9日、日本テレビ） - 名波八重子 役
- TBS年末スペシャルドラマ『赤めだか』（2015年12月28日、TBS） - 魚河岸の女将 役
- はじめまして、愛しています。（2016年7月14日 - 9月15日、テレビ朝日） - 不破春代 役
- 植木等とのぼせもん（2017年9月2日 - 10月21日、NHK） - ツル子ママ 役
- 監獄のお姫さま（2017年10月 - 12月19日、TBS） - 大門洋子 役
- 孤独のグルメ Season7 特別編（2018年12月31日、テレビ東京） - 台湾ラーメン光陽・女将 役[12]
- 詐欺の子（2019年3月23日、NHK総合） - 嘉川春美 役
- 僕が笑うと（2019年3月26日、関西テレビ） - 矢野光子 役
- 大河ドラマ（NHK）
  - いだてん〜東京オリムピック噺〜（2019年） - 喜美子 役
  - 豊臣兄弟!（2026年放送予定） - なか 役[13]
- 歪んだ波紋（2019年11月3日 - 12月22日、NHK BSプレミアム） - 垣内美枝子 役
- シリーズ・横溝正史短編集II『金田一耕助踊る！』犬神家の一族（2020年2月1日、NHK BSプレミアム） - 犬神松子 役[14]
- LINEの答えあわせ〜男と女の勘違い〜（2020年2月1日 - 4月5日、読売テレビほか、配信TSUTAYAプレミアム） - 笹川佳奈子 役[15]
- 相棒 season18 第20話（2020年3月18日、テレビ朝日） - 鬼石美奈代 役[16]
- 危険なビーナス（2020年10月11日 - 12月13日、TBS） - 兼岩順子 役[17]
- FM999 999WOMEN'S SONGS（2021年5月 - 、WOWOWオンデマンド・WOWOWプライム） - 風水の女 役
- オリバーな犬、 (Gosh!!) このヤロウ（2021年9月17日 - 10月1日、NHK総合）[18]
- ソロモンの偽証（2021年10月3日 - 11月21日、WOWOW） - 藤野邦子 役
- ＃居酒屋新幹線 第8話（2022年2月9日、MBS/TBS系列） - 吉良みちこ 役
- ZIP! 朝ドラマ「泳げ!ニシキゴイ」（2022年7月19日 - 9月16日、日本テレビ） - 長谷川幸子 役[19]
- だが、情熱はある（2023年4月9日 - 6月25日、日本テレビ） - 高山三希 役[20]
- 家族だから愛したんじゃなくて、愛したのが家族だった（2023年5月14日 - 7月16日、NHK BSプレミアム・NHK BS4K） - 岸本ひとみ 役[21]
- ああ、ラブホテル 〜秘密〜 最終話「あああ、ラブホテル」（2023年7月14日、WOWOW） - モモコ 役[22]
- たそがれ優作（2023年10月7日 - 11月25日、BSテレビ東京・BSテレビ東京 4K） - 茜 役[23]
- すっぴんヒーロー（2024年2月24日、TBS） - 笹原京子 役[24]
- くるり〜誰が私と恋をした?〜（2024年4月9日 - 6月18日、TBS）第4 - 5回 - 加藤百合子 役
- 母の待つ里（2024年8月16日・23日、NHK BSプレミアム4K / 9月21日・28日、NHK BS） - 室田怜子 役[25][26]
- 若草物語-恋する姉妹と恋せぬ私-（2024年10月6日 - 12月15日、日本テレビ） - 町田満美 役[27][28]
- ライオンの隠れ家（2024年10月11日 - 12月20日、TBS） - 小森恵美 役[29]
- 未来の私にブッかまされる!? 第4週 - （2024年10月28日 - 11月28日 、NHK総合） - オバサン 役[30][31]
- ホットスポット（2025年1月12日 - 3月16日、日本テレビ） - 沢田えり 役[32]
- ゴールドサンセット（2025年2月23日 - 3月30日、WOWOW） - 太田千鹿子 役[33]
- 災 第5話・最終話（2025年5月4日・11日、WOWOW） - 岡橋美佐江 役[34]
- 初恋DOGs（2025年7月1日 - 、TBS） - 花村千佳子 役[35]
- 僕達はまだその星の校則を知らない（2025年7月14日 - 、関西テレビ・フジテレビ） - 三宅夕子 役[36]

### ラジオドラマ
- FMシアター （NHK-FM）
  - 『屋上の徘徊者』（2004年2月14日）[37]
  - 『踊るあほうが見たものは』（2015年4月18日） - 月子 役[38]
  - 『面影』（2022年4月16日） - 山本右子 役[39]
  - 『鮫人の家』（2025年1月25日） - 時子 役[40]

### 配信ドラマ
- 夫のちんぽが入らない（2019年3月20日配信、FOD / Netflix）
- 季節のない街（2023年8月9日、ディズニープラス『スター』） - しのぶ 役[41]

### テレビアニメ
- ミチコとハッチン（2008年、フジテレビ） - アツコ・ジャキソン 役

### バラエティ
- ふぞろいの大人たち（1997年、フジテレビ系）
- ふぞろいの天使たち（1998年、フジテレビ系）
- 水10!ココリコミラクルタイプ（2001年 - 2007年、フジテレビ系）
- ぶらり途中下車の旅（日本テレビ） - 旅人
  - 山手線の旅（2024年10月5日）[42]
  - 小田急線の旅（2025年3月15日）[43]

### ナレーション
- 水木しげる93歳の探検記〜妖怪と暮らした出雲国〜（2015年9月、山陰放送、JNN中四国ブロック〈9月5日〉・BS-TBS〈9月6日〉）
- コズミックフロント（NHK BSプレミアム、2020年7月 - ）

### ラジオ
- 坂井真紀 いつだってひまわり!（1993年 - 1997年、ニッポン放送）
- SUZUKI Inside Story（2007年10月 - 2009年3月、TOKYO FM SKY内）

### 映画
- ユーリ（1996年） - 七美 役
- タイム・リープ（1997年） - 西田昌代 役
- OL忠臣蔵（1997年） - 佐倉ふぶき 役
- ご存知!ふんどし頭巾（1997年10月10日公開、松竹） - 瑠璃ヶ丘光 役
- 目下の恋人（2002年）
- 君のままで（2003年） - 主演 工藤加奈美 役
- 木更津キャッツアイ 日本シリーズ （2003年）
- 残煙（2004年） - ユキ 役
- 歌舞伎町案内人（2004年）
- クレヨンしんちゃん 伝説を呼ぶブリブリ 3分ポッキリ大進撃（2005年） - 坂井真紀 役
- 青春☆金属バット（2006年） - エイコ 役
- The焼肉ムービー プルコギ（2007年）
- フリージア（2007年） - ナツミ 役
- ドルフィンブルー フジ、もういちど宙へ（2007年） - 望月ユリ 役
- 赤い文化住宅の初子（2007年） - 田尻 役
- 実録・連合赤軍 あさま山荘への道程（2008年） - 遠山美枝子 役
- 病葉流れて（2008年）
- ビルと動物園（2008年）
- ぼくたちと駐在さんの700日戦争（2008年）  - 白井恭子先生 役
- 死にぞこないの青（2008年） - 佐々木恵美子 役
- ノン子36歳（家事手伝い）（2008年） - 坂東ノブ子（ノン子）役
- ドロップ（2009年） - 高校教師 役
- 私は猫ストーカー（2009年） - 古本屋の奥さん 役
- THE CODE/暗号（2009年） - 探偵577 役
- 人間失格（2010年） - 礼子 役
- ACACIA（2010年） - タクロウの母 役
- スープ・オペラ（2010年） - 島田ルイ 役
- ゲゲゲの女房（2010年） - 田所初枝（布枝の姉） 役
- 劇場版 神聖かまってちゃん ロックンロールは鳴り止まないっ（2011年、入江悠監督）
- その夜の侍（2012年） - 中村久子（主人公の亡妻） 役
- 中学生円山（2013年） - 円山ミズキ 役
- KANO 1931海の向こうの甲子園（2014年） - 近藤カナヱ 役
- 阿修羅少女〜BLOOD-C異聞〜（2017年） - 野枝 役
- 友罪（2018年） - 桜井さちこ 役
- 駅までの道をおしえて（2019年） - サヤカの母 役
- 108〜海馬五郎の復讐と冒険〜（2019年） - 海馬マリ 役
- 架空OL日記（2020年） - 小野寺課長 役
- 宇宙でいちばんあかるい屋根（2020年） - 大石麻子 役
- 461個のおべんとう（2020年） - 遠藤咲江 役[44]
- 滑走路（2020年）[45] - 陽子 役
- はるヲうるひと（2021年） - 桜井峯 役
- 鳩の撃退法（2021年） - 加奈子 役
- 燃えよ剣（2021年） - 佐藤のぶ 役[46]
- ロストケア（2023年）[47] - 羽村洋子 役[48]
- 銀河鉄道の父（2023年） - 宮沢イチ 役[49]
- 逃げきれた夢（2023年） - 末永彰子 役[50]
- 水は海に向かって流れる（2023年） - 高島紗苗 役[51]
- アナログ（2023年） - 浅井陽子 役[52]
- MY (K)NIGHT マイ・ナイト（2023年） - 佳津子 役[53]
- カラオケ行こ!（2024年） - 岡優子 役[54]
- 熱のあとに（2024年） - 園田多美子 役[55][56][57]
- マンガ家、堀マモル（2024年） - 佐倉さら 役[58]
- あの人が消えた（2024年） - 長谷部弘美 役[59][60]
- 海辺へ行く道（2025年公開予定）[61]
- 災 劇場版（2026年公開予定） - 岡橋美佐江 役[62]

### ウェブムービー
- I am a HERO.（2007年）
- 探偵事務所5（2007年） - 探偵577 役

### CM
- ダイハツ工業 ミラ・ルージュ（1991年）
- 東京ビューティーセンター『ぜったいきれいになってやる』篇、『ぜったいトリコにしてみせる』篇（1992年） - 小林薫と共演（トリコ篇）[63]
- 森永製菓 ハイチュウ（1993年）
- AXIA（1993年 - 1998年）
- サントリー
  - Bikkle（ビックル）（1994年） - 劇中で「おーい中村君」を歌唱
  - 企業CM「成人の日特別CM『大人じゃん・06』」（2024年12月 - 2025年1月）[64]
- 本田技研工業 アコード（1994年）
- P&G ファブリーズ（2007年 - 2009年）
- 味の素冷凍食品 AJINOMOTO. ギョーザ（2025年）[65]

他多数出演

### PV
- Every Little Thing 「ささやかな祈り」（2002年）
- 藤井フミヤ 「さまよう果実」（2005年）
- パク・ヨンハ 「君が最高!」（2006年）

### 舞台
- 髑髏城の七人（劇団☆新感線）（2004年）
- センセイの鞄（2005年）
- トリデ 〜砦〜（2006年）
- わが闇（ナイロン100℃ 31st SESSION）（2007年 - 2008年）
- 立川ドライブ（THE SHAMPOO HAT 第22回公演）（2008年）
- シャープさん フラットさん（ナイロン100℃32nd SESSION 15years Anniversary）（2008年）
- 夜の来訪者（2009年）
- 相思双愛/春は馬車に乗って（バンダラコンチャソロアルバム公演）（2009年）
- ジェットの窓から手を振るわ（月影番外地）（2010年）
- 鋼鉄番長 （劇団☆新感線）（2010年）
- 睾丸（ナイロン100℃ 46th SESSION）（2018年）
- 月刊「根本宗子」第17号「今、出来る、精一杯。」（2019年）
- 橋からの眺め（2023年）
- 江戸時代の思い出（ナイロン100℃ 49th SESSION）（2024年）[66]

## 音楽
発売元はすべて東芝EMI

### シングル
1. 太陽が教えてくれる（1993年10月27日）
（c/w）愛していただきます
2. 恋のザッツワチャドゥ（1994年7月6日）
（c/w）SIGNAL
3. ゲリラ〜Get it up〜（1996年1月24日）
（c/w）Bravo Bravo
4. ビーナス（1997年4月23日）
5. シャボン玉（1998年1月21日）

### アルバム
- Smiling（1994年8月24日）

## 書籍
著書
- ぴかぴかのへそのゴマ（1996年1月24日 角川書店）ISBN 978-4-04883-435-3
- マンモス マモタン（2005年5月1日 主婦の友社）ISBN 978-4-07247-545-4

写真集
- CUPID 1998 Summer - 坂井真紀写真集（1998年12月 ワニブックス）ISBN 978-4-84702-514-3
- 月刊 坂井真紀（2000年12月 新潮社）ISBN 978-4-10790-080-7